# Publius Valerius Priscus
Publius Valerius Priscus (vollständige Namensform Publius Valerius Publi filius Galeria Priscus) war ein im 1. und 2. Jahrhundert n. Chr. lebender Angehöriger des römischen Ritterstandes (Eques). Durch eine Inschrift, die in Urci gefunden wurde, ist seine militärische Laufbahn bekannt.
Priscus war zunächst Praefectus fabrum. Seine daran anschließende militärische Laufbahn ging über die für einen Angehörigen des Ritterstandes üblichen Tres militiae hinaus. Zunächst wurde er Kommandeur (Praefectus) der Cohors I Asturum et Callaecorum, die in der Provinz Mauretania Tingitana stationiert war. Danach übernahm er als Praefectus die Leitung der Cohors I Apamenorum sagittariorum und im Anschluss als Tribunus die Leitung der Cohors I Italica milliaria voluntariorum civium Romanorum, die beide in Cappadocia stationiert waren. Als viertes Kommando übernahm er die Leitung der Ala I Flavia Numidica, die in Africa stationiert war. Zuletzt wurde er Kommandeur der Ala I Hispanorum Auriana, die in Raetia stationiert war.
Priscus war in der Tribus Galeria eingeschrieben und stammte aus Urci. Er starb im Alter von 65 Jahren (vixit annis LXV).

## Datierung
Die Inschrift wird bei der Epigraphik-Datenbank Clauss-Slaby auf 101/145 datiert. Margaret M. Roxan datiert sein Kommando über die Cohors I Asturum et Callaecorum in einen Zeitraum von den flavischen Kaisern (69–96) bis in die Anfänge der Regierungszeit von Hadrian (117–138); die Real Academia de la Historia datiert dieses Kommando dagegen in die Anfänge der Regierungszeit von Antoninus Pius (138–161).